# Michael Dobson
Michael Dobson (* 29. Mai 1986 in Junee, New South Wales) ist ein australischer Rugby-League-Spieler. Er spielt seit 2015 für die Salford Red Devils in der Super League.

## Karriere
Dobson wurde in Junee, einer Kleinstadt in Riverina geboren und ging auf das Erindale College in Canberra. Währenddessen spielte er Juniorenrugby für die Junee Diesels und die Canberra Raiders. 2003 und 2004 spielte er für die Australian Schoolboys.
2006 liehen die Raiders ihn an die Dragons Catalans aus, da diese einen Ersatz für den verletzten Verbinder Stacey Jones brauchten.
Durch beeindruckende Leistungen bei den Dragons erregte Hobson die Aufmerksamkeit von zahlreichen Super-League-Klubs, so dass er im Mai 2006 einen Vertrag bei den Wigan Warriors unterschrieb. Über den Vertrag gab es allerdings einige Kontroversen, da es ihm rechtlich gesehen nicht erlaubt war, zu spielen, da er keine Arbeitsgenehmigung besaß. Die Warriors schafften es aber schließlich, ihm eine Arbeitsgenehmigung zu beschaffen, wenn auch unter umstrittenen Umständen. Bevor Dobson zu den Warriors stieß, befanden sie sich auf dem letzten Tabellenplatz und waren sechs Punkte vom nächsten Team entfernt. Er trug einen wesentlichen Teil dazu bei, dass Wigan die Saison nicht auf dem Relegationsplatz beendeten. 2006 war Dobson mit einer Trefferquote von 84 % der beste Kicker in der Super League und hatte dieselbe Trefferquote wie Hazem El Masri, der beste Kicker der NRL.
Nach Ende der Saison 2006 wechselte Dobson zu den Canberra Raiders und war bereits in der ersten Saison der beste Kicker der Raiders. Im April 2008 wurde sein Vertrag bei den Raiders aufgelöst, woraufhin er einen Vertrag für 2½ Jahre bei den Hull Kingston Rovers unterschrieb. Es hegten auch andere Super-League-Vereine wie der Hull FC und die Harlequins RL Interesse an ihm.
In der Saison 2009 schafften die Rovers es unter anderem aufgrund seiner Leistungen, die ihm die Albert Goldthorpe Medal einbrachten, in ihrer dritten Super-League-Saison auf Platz vier.
2013 absolvierte er ein Spiel für die Exiles gegen England und unterschrieb am 27. Juni 2013 einen Einjahresvertrag bei den Newcastle Knights.
2014 nahm er mit den Knights an der ersten Ausgabe der NRL Auckland Nines teil. In der regulären Saison absolvierte er 6 Spiele, unter anderem auch eins gegen seinen ehemaligen Verein Canberra Raiders.
Am 26. Juni 2014 unterschrieb er einen Vierjahresvertrag bei den Salford Red Devils.